# 有名なサンズ夫人

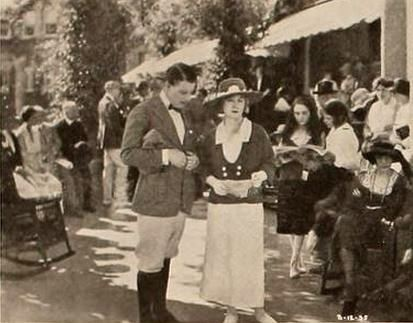
作品のワンシーン

『有名なサンズ夫人』（ゆうめいなサンズふじん、原題: The Notorious Mrs. Sands）は、1920年にアメリカ合衆国で上映された無声ドラマ映画。監督はクリスティー・キャバンヌで、製作は主演を務めたベッシー・バリスケール。フィルムが現存しない映画である。

## キャスト
- メアリー・ウェア - ベッシー・バリスケール
- ロナルド・クリフ - フォレスト・スタンレー
- ダルシー・チャーテリ - ドロシー・カミング（英語版）
- グレイ・サンズ - ハリー・マイヤース（英語版）
- 子供 - ベン・アレクサンダー